# Pachyaphonus bicolor
Pachyaphonus bicolor är en insektsart som beskrevs av Lucien Chopard 1954. Pachyaphonus bicolor ingår i släktet Pachyaphonus och familjen syrsor. Inga underarter finns listade i Catalogue of Life.